# 3097 Tacitus
3097 Tacitus eller 2011 P-L är en asteroid i huvudbältet som upptäcktes den 24 september 1960 av den nederländsk-amerikanske astronomen Tom Gehrels och det nederländska astronomparet Ingrid van Houten-Groeneveld och Cornelis Johannes van Houten vid Palomarobservatoriet. Den är uppkallad efter Publius Cornelius Tacitus.
Asteroiden har en diameter på ungefär 20 kilometer.